# 鲁商
鲁商，更确切的说应该称为齐商，简称「山东商人」。「鲁」或「齐」是山东的简称。鲁商的历史可追溯至春秋时期的齐国，宰相管仲的改革后，齐国出现中国商业史上首个繁荣期。
后有范蠡经商于定陶、端木赐商于鲁等，为纪念两人对于中国商业的创举，后世称经商为“陶朱事业”，亦称“端木生涯”。

## 运河上的传奇
盛唐时期，京杭大运河的通航，造就了贺兰氏的商业传奇。到了明朝，鲁商雏形，和晋商、徽商并称中国三大商帮，运河经济的繁荣达到顶峰。明朝中后期，资本主义开始萌芽，
根据兰陵笑笑生的巨著《金瓶梅》，当时山东省清河县出现了一个十六世纪新兴资本主义商人——西门庆。而此时阳谷、临清等鲁西北县邑，也已经形成了“市民辐辏，商贾云集”
的商贸重镇，显赫一时。京杭运河，成了中国一千多年来商业文明的发祥之地。后运河航运式徽，运河经济逐渐衰落。

## 近代鲁商起源
说到近代鲁商，不得不先从闯关东说起。从清朝到民国的数百年中，山东人背井离乡，兴起了闯关东（即山海关东门）。清军入关后，鲁商出关者也日益增多,然而这一时期的鲁商远
道关外经商，却并不携家眷，获利后多返回关内。乾隆帝死后，东北部分地区对关内人全面开禁，鲁商日渐成为闯关东主流，此时他们拖家带口，并开始定居于此。经过近百年几代人的经营，
至清末，鲁商在东北各城商人中均已经占据主导地位。在此基础上又逐渐形成了山东会馆这一类似于现代商会、兼具慈善功能的组织。
重回关内和在关内的山东商人，经过数百年的发展，形成了以周村为中心，沿着胶济铁路一线并辐射四周的商帮。“天下第一村”周村，据传为清代乾隆皇帝御笔亲封。它地处鲁中腹地，
济南、青州两府之间，为胶济一线人货往来的必经之地，同时南北链接华北和泰蒙地区，地理位置优越。济南开埠后，鲁商中心转向此处。其中的代表人物，
以“东方商人”孟洛川和民族工业开拓者张启垣（《大染坊》中陈寿亭的原型）为最。在风云变幻的商海争斗中，山东商人创造了诸多的商界神话。

## 鲁商特点
鲁商的特征鲜明：直朴豪爽，全盛时期全民皆商。鲁商近官，有着商而优则仕的传统,他们始终在义与利的冲突中追求平衡，在义与利的辨证中寻求统一。同时，鲁商注重创新与继承，科技含量较高，
如海尔集团张瑞敏、浪潮集团孙丕恕等等。进入二十世纪九十年代以来，南商传统北越，在山东形成了以临沂、滨州、淄博等地为中心的主导型民营经济，待鲁商重新整合，并合于
济南为中心，将会带来鲁商的全面复兴。

## 代表人物
- 范蠡
- 端木赐
- 贺兰氏
- 张启垣
- 孟洛川
- 张瑞敏
- 朱新礼
- 马纯济